# گمینا لشنگوویتسه
گمینا لشنگوویتسه (به لهستانی:  Gmina Leśniowice) یک گمینا در لهستان است که در شهرستان خوم واقع شده‌است. گمینا لشنگوویتسه ۱۱۷٫۸۵ کیلومتر مربع مساحت و ۳٬۹۹۶ نفر جمعیت دارد.